# Voyou Paul. Brave Virginie

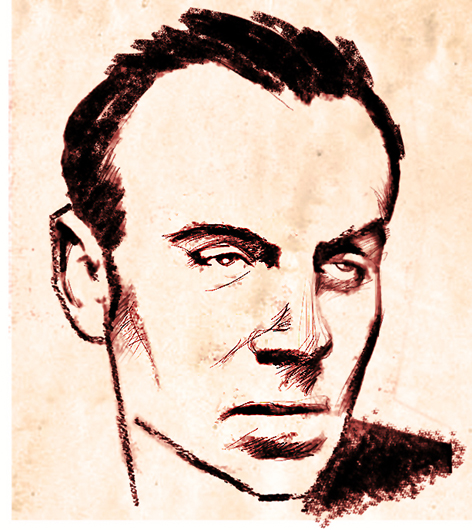
Louis-Ferdinand Céline

Voyou Paul. Brave Virginie est l'un des ballets imaginés par Louis-Ferdinand Céline et présentés dans Bagatelles pour un massacre (1937). Il est réédité en 1959 dans Ballets sans musique, sans personne, sans rien. Le ballet reprend les personnages de Paul et Virginie, roman de Jacques-Henri Bernardin de Saint-Pierre publié en 1788. Écrit aux États-Unis, il doit initialement être joué lors l'Exposition universelle de 1937 mais est finalement refusé au grand regret de Céline. 

## Description

### Le décor
L'histoire se déroule en 1830 dans trois lieux distincts : une île déserte, un salon bourgeois et un port,.

### Les personnages
Paul et Virginie, les personnages principaux, Mirella et Oscar, un couple de bonne famille, la tante Odile, le chien Piram, un messager et une sorcière. 

### L'histoire
Paul et Virginie, naufragés sur une île déserte, sont sauvés de la mort grâce au breuvage d'une sorcière. Paul abuse du breuvage et se transforme en voyou. 
Pendant ce temps, des couples s'amusent dans une demeure bourgeoise. Parmi eux, Mirella et Oscar accompagné de la Tante Odile et de son chien Piram. Un messager interrompt brusquement la fête et annonce le retour de Paul et Virginie par bateau. Ces derniers sont accompagnés de la sorcière. 
Paul et Virginie rencontrent Oscar et Mirella. Entrainé dans une vie de fête incessante, Paul devient l'amant de Mirella. Désespérée, Virginie avale le breuvage de la sorcière et retrouve peu à peu les faveurs de Paul. Folle de jalousie, Mirella abat Virginie d'un coup de pistolet. Les convives se dispersent et oublient alors le corps de Virginie qui n'a pour dernière compagnie que le chien Piram. 

## Sources et références
1. ↑  Paul Del Perugia, Céline, Nouvelles Editions Latines, 1987, 663 p. (ISBN 978-2-7233-0326-2, lire en ligne)
2. ↑  Henri Godard, Céline, Editions Gallimard, 15 mars 2018, 832 p. (ISBN 978-2-07-274468-6, lire en ligne)
3. ↑  « Bagatelles pour un massacre », sur www.lire.ovh (consulté le 18 avril 2018)
4. ↑  « Voyou Paul. Brave Virginie », sur louisferdinandceline.free.fr (consulté le 18 avril 2018)
5. ↑  Louis-Ferdinand Céline, Ballets sans musique, sans personne, sans rien, Gallimard, 1959 (lire en ligne)